# Položka (informatika)
Položka (field), prvek (anglicky element) nebo člen (anglicky member) je v informatice označení pro jednotlivé části jednoho záznamu.
V relační databázi jsou jednotlivé záznamy v tabulce organizovány do řádků. Každý řádek obsahuje stejné sloupce. Každý sloupec (položka) má dán datový typ společný pro všechny záznamy. Položky stejného typu zde tedy tvoří jeden sloupec v tabulce. Jedna položka jsou pak data ležící na průsečíku určitého řádku a sloupce.
V objektově orientovaném programování tvoří položka (neboli členská proměnná) data zapouzdřená ve třídě nebo objektu.